# Румыния на летних Олимпийских играх 1992
На Летних Олимпийских играх 1992 года Румынию представляли 172 спортсмена (104 мужчины и 68 женщин), которые выступили в 18 видах спорта. Румыния в первый раз после падения режима Чаушеску в 1989 году принимала участие на летних Олимпийских играх. Они завоевали 4 золотые, 6 серебряных и 8 бронзовых медалей.

## Медалисты
| Медаль  | Спортсмен | Вид спорта            | Дисциплина                                 |
| ------- | --- | --------------------- | ------------------------------------------ |
| Золото  | Лавиния Милошовичи | Спортивная гимнастика | Женщины, вольные упражнения                |
| Золото  | Лавиния Милошовичи | Спортивная гимнастика | Женщины, опорный прыжок                    |
| Золото  | Элисабета Липэ | Академическая гребля  | Женщины, одиночка                          |
| Золото  | Иулика Руйкан Виорел Талапан Димитрие Попеску Думитру Рэдукану Николае Тага                                                                              | Академическая гребля  | Мужчины, четвёрка распашная с рулевым      |
| Серебро | Галина Астафей | Лёгкая атлетика       | Женщины, прыжки в высоту                   |
| Серебро | Лавиния Милошовичи Кристина Бонташ Джина Годжан Ванда Хэдэрян Мария Некулицэ Мирела Пашка                                                                | Спортивная гимнастика | Женщины, командное первенство              |
| Серебро | Элисабета Липэ Вероника Кокеля | Академическая гребля  | Женщины, двойка парная                     |
| Серебро | Констанца Бурчикэ Вероника Кокеля Анишоара Добре-Бэлан Дойна Игнат                                                                                       | Академическая гребля  | Женщины, четвёрка парная                   |
| Серебро | Вероника Некула Адрьяна Базон Мария Пэдурару Юлия Бобейкэ Дойна Робу Вьорика Лепэдату Дойна Шнеп-Бэлан Йоана Олтяну Елена Джорджеску                     | Академическая гребля  | Женщины, восьмёрка                         |
| Серебро | Дэнуц Добре Марин Георге Клаудиу Габриэль Марин Василе Ионел Мэстэкан Василе Дорел Нэстасе Валентин Робу Иулика Руйкан Виорел Талапан Ион Иулиан Визициу | Академическая гребля  | Мужчины, восьмёрка                         |
| Бронза  | Кристина Бонташ | Спортивная гимнастика | Женщины, вольные упражнения                |
| Бронза  | Лавиния Милошовичи | Спортивная гимнастика | Женщины, абсолютное первенство             |
| Бронза  | Леонард Дорофтей | Бокс                  | Мужчины, 63,5 кг                           |
| Бронза  | Лаура Бадя Роксана Думитреску Клаудия Григореску Река Сабо Элисабета Гузгану                                                                             | Фехтование            | Женщины, рапира, командное первенство      |
| Бронза  | Димитрие Попеску Думитру Рэдукану Николае Тага | Академическая гребля  | Мужчины, двойка распашная с рулевым        |
| Бронза  | Сорин Бабий | Стрельба              | Мужчины, пневматический пистолет 10 метров |
| Бронза  | Траян Чихэрян | Тяжёлая атлетика      | Мужчины, 52 кг                             |
| Бронза  | Йоан Григораш | Греко-римская борьба  | Мужчины, 130 кг                            |

## Результаты соревнований

### Академическая гребля
В следующий раунд из каждого заезда проходили несколько лучших экипажей (в зависимости от дисциплины). В финал A выходили 6 сильнейших экипажей, остальные разыгрывали места в утешительных финалах B-D.
Мужчины
| Соревнование | Спортсмены                 | Предварительный заезд | Предварительный заезд | Предварительный заезд | Отборочный заезд | Отборочный заезд | Отборочный заезд | Полуфинал             | Полуфинал             | Полуфинал             | Финал                 | Финал                 | Итоговое место |
| Соревнование | Спортсмены                 | Заезд                 | Время                 | Место                 | Заезд            | Время            | Место            | Заезд                 | Время                 | Место                 | Время                 | Место                 | Итоговое место |
| ------------ | -------------------------- | --------------------- | --------------------- | --------------------- | ---------------- | ---------------- | ---------------- | --------------------- | --------------------- | --------------------- | --------------------- | --------------------- | -------------- |
| двойки       | Василе Томоягэ Драгош Нягу | 1                     | 6:47,43               | 3                     | 3                | 7:28,57          | 4                | завершили выступление | завершили выступление | завершили выступление | завершили выступление | завершили выступление | 19             |

### Бадминтон
Мужчины
| Соревнование     | Спортсмен      | 1/32 финала             | 1/16 финала          | 1/8 финала           | 1/4 финала           | 1/2 финала           | Финал                |
| Соревнование     | Спортсмен      | Соперник Счёт           | Соперник Счёт        | Соперник Счёт        | Соперник Счёт        | Соперник Счёт        | Соперник Счёт        |
| ---------------- | -------------- | ----------------------- | -------------------- | -------------------- | -------------------- | -------------------- | -------------------- |
| Одиночный разряд | Флорин Балабан | CANА. Каул П 7:15, 4:15 | завершил выступление | завершил выступление | завершил выступление | завершил выступление | завершил выступление |

### Дзюдо
Соревнования по дзюдо проводились по системе на выбывание. Утешительные встречи проводились между спортсменами, потерпевшими поражение от полуфиналистов турнира. Победители утешительных встреч встречались в схватке за 3-е место со спортсменами, проигравшими в полуфинале в противоположной половине турнирной сетки.
Мужчины
| Категория | Спортсмен     | 1/16 финала        | 1/8 финала         | Четвертьфинал       | Полуфинал             | Финал                 | Место |
| Категория | Спортсмен     | Соперник Результат | Соперник Результат | Соперник Результат  | Соперник Результат    | Соперник Результат    | Место |
| --------- | ------------- | ------------------ | ------------------ | ------------------- | --------------------- | --------------------- | ----- |
| до 72 кг  | Симона Рихтер | не участвовала     | NEDИ. де Кок П     | Утешительный турнир | Утешительный турнир   | Утешительный турнир   | 13    |
| до 72 кг  | Симона Рихтер | не участвовала     | NEDИ. де Кок П     | FRAЛ. Меньян П      | завершила выступление | завершила выступление | 13    |

### Лёгкая атлетика
Мужчины
Беговые дисциплины
| Дисциплина                    | Спортсмен   | Предварительный раунд | Предварительный раунд | Предварительный раунд | Четвертьфиналы       | Четвертьфиналы       | Четвертьфиналы       | Полуфиналы           | Полуфиналы           | Полуфиналы           | Финал                | Финал                |
| Дисциплина                    | Спортсмен   | Забег                 | Время                 | Место                 | Забег                | Время                | Место                | Забег                | Время                | Место                | Время                | Место                |
| ----------------------------- | ----------- | --------------------- | --------------------- | --------------------- | -------------------- | -------------------- | -------------------- | -------------------- | -------------------- | -------------------- | -------------------- | -------------------- |
| бег на 110 метров с барьерами | Мирча Оайдэ | 3                     | 14,04                 | 6                     | завершил выступление | завершил выступление | завершил выступление | завершил выступление | завершил выступление | завершил выступление | завершил выступление | завершил выступление |

### Тяжёлая атлетика
Мужчины
| Категория  | Спортсмен     | Масса  | Рывок | Рывок | Рывок | Толчок | Толчок | Толчок | Всего | Место |
| Категория  | Спортсмен     | Масса  | 1     | 2     | 3     | 1      | 2      | 3      | Всего | Место |
| ---------- | ------------- | ------ | ----- | ----- | ----- | ------ | ------ | ------ | ----- | ----- |
| до 52 кг   | Траян Чихэрян | 51,75  | 112,5 | 112,5 | 117,5 | 130,0  | 140,0  | 142,5  | 252,5 | 3     |
| до 56 кг   | Аурел Сырбу   | 55,50  | 107,5 | 112,5 | 112,5 | 140,0  | 140,0  | 147,5  | 247,5 | 11    |
| до 60 кг   | Пол Торокзкой | 59,90  | 120,0 | 120,0 | 125,0 | 150,0  | 155,0  | 160,0  | 275,0 | 10    |
| до 67,5 кг | Аттила Фери   | 67,20  | 125,0 | 130,0 | 132,5 | 160,0  | 170,0  | —      | 290,0 | 12    |
| до 75 кг   | Николаэ Ницу  | 74,45  | 135,0 | 135,0 | 140,0 | 180,0  | 185,0  | 190,0  | 320,0 | 19    |
| до 110 кг  | Николаэ Влад  | 103,10 | 185,0 | 185,0 | 190,0 | 215,0  | 227,5  | 227,5  | 405,0 | 4     |